# Heikki Suolahti
Heikki Theodor Suolahti, född 27 februari 1920, död 27 december 1936 i Helsingfors, var en finländsk kompositör.
Suolahti var son till politikern Eino Suolahti och violinisten Aino Forsell. Han utexaminerades från Helsingfors finska samskola 1936 och avlade studier i piano, orgel och musikteori hos Arvo Laitinen vid Helsingfors konservatorium 1929–1936. Suolahti gjorde därefter studieresor runtom i Europa. Hans verk beskrivs som romantiska och speglar en ungdomlig optimism. 1938 hölls en minneskonsert för honom i Helsingfors.

## Kompositioner (urval)
- Baletti Uponnut kaupunki, 1934-1935
- Viulukonsertto, 1934
- Sinfonia piccola, 1935
- Birger Jarlin linna mezzosopraanolle ja orkesterille, 1935
- Sonatine, 1935
- Fantasia pianolle ja vilulle, 1935
- Agnus Dei mezzosopraanolle ja orkesterille, 1936